# Юэ, Поль
Поль Юэ (фр. Paul Huet; 3 октября 1803, Париж — 8 января 1869, Париж) — живописец и гравёр французского романтизма, пейзажист. акварелист, офортист и литограф. Имел прозвание «Делакруа пейзажа» (le Delacroix du Paysage). Считается одним из предшественников импрессионизма.

## Биография
Поль Юэ родился и работал в Париже. Он был пятым ребёнком в семье нормандских торговцев тканями из Руана, разорённой революцией и империей. В 1810 году он потерял мать и стал пансионером в Шуази-ле-Руа, затем учился живописи у Пьера-Нарсиса Герена. Однако их отношения не сложились, и Поль перешёл к Антуану-Жану Гро, у которого учился с 1818 по 1822 год. В 1822 году в Академии Сюиса он встретил Эжена Делакруа, с которым они подружились на всю жизнь.
В 1826 году Юэ познакомился в студии Гро с английским живописцем Ричардом Парксом Бонингтоном, который познакомил его с искусством Джона Констебла в Салоне 1824 года. Пример Бонингтона повлиял на Юэ, заставив его отказаться от академизма и писать пейзажи на пленэре, непосредственно с натуры.
Последующие работы Юэ сочетали подражание английскому стилю с вдохновением, полученным от голландских и фламандских старых мастеров, таких как Рубенс, Якоб ван Рёйсдал и Мейндерт Хоббема.
В 1827 году Поль Юэ впервые представил свои пейзажи жюри Парижского салона. Одна из восьми представленных картин была принята. После этого он регулярно выставлялся в Салоне и снискал поддержку многиx влиятельных критиков. Среди его сторонников был Эжен Делакруа. Менее восторженно отнёсся к его творчеству Этьен-Жан Делеклюз, который критиковал Юэ как «художника, который наиболее верен принципам Констебла, Тёрнера, Даниeля и, в более широком смысле, Ватто… но полностью пренебрегает рисунком».
В 1828 году Юэ работал в Нормандии, во время сеансов работы на открытом воздухе они соревновались с Бонингтоном. Убеждённый республиканец, Поль Юэ принял участие в Июльской революции 1830 года, выступая против монархии. По настоянию Домье он рисовал политические карикатуры и был интернирован в тюрьму Сент-Пелажи (фр.).
В 1839 году герцог Орлеанский поручил художнику создать серию акварелей с изображением южных французских городов. Художник также путешествовал в Италию и Испанию. В 1844 году Юэ был награждён парой фарфоровых ваз Севрского фарфора королём Луи-Филиппом; награждён золотой медалью Салона 1848 года. Он экспонировал свои картины на Всемирной выставке 1855 года в Париже, где также был награждён медалью, а также на Международной выставке 1867 года.
Творчество Поля Юэ является частью романтического движения. Его друзья — Делакруа, Александр Дюма, Теофиль Готье, Ламартин. Работы Юэ включают масляную живопись, акварели, офорты и литографии. Художник отличался тем, что использовал технику акварели как для предварительных эскизов, так и для законченных произведений, которые часто были настолько проработаны, что напоминали масляную живопись. Его произведения оказали влияние на художников барбизонской школы. «Живописное ощущение света и пространства в его романтических пейзажах являются очевидным предвестием импрессионизма».

## Галерея

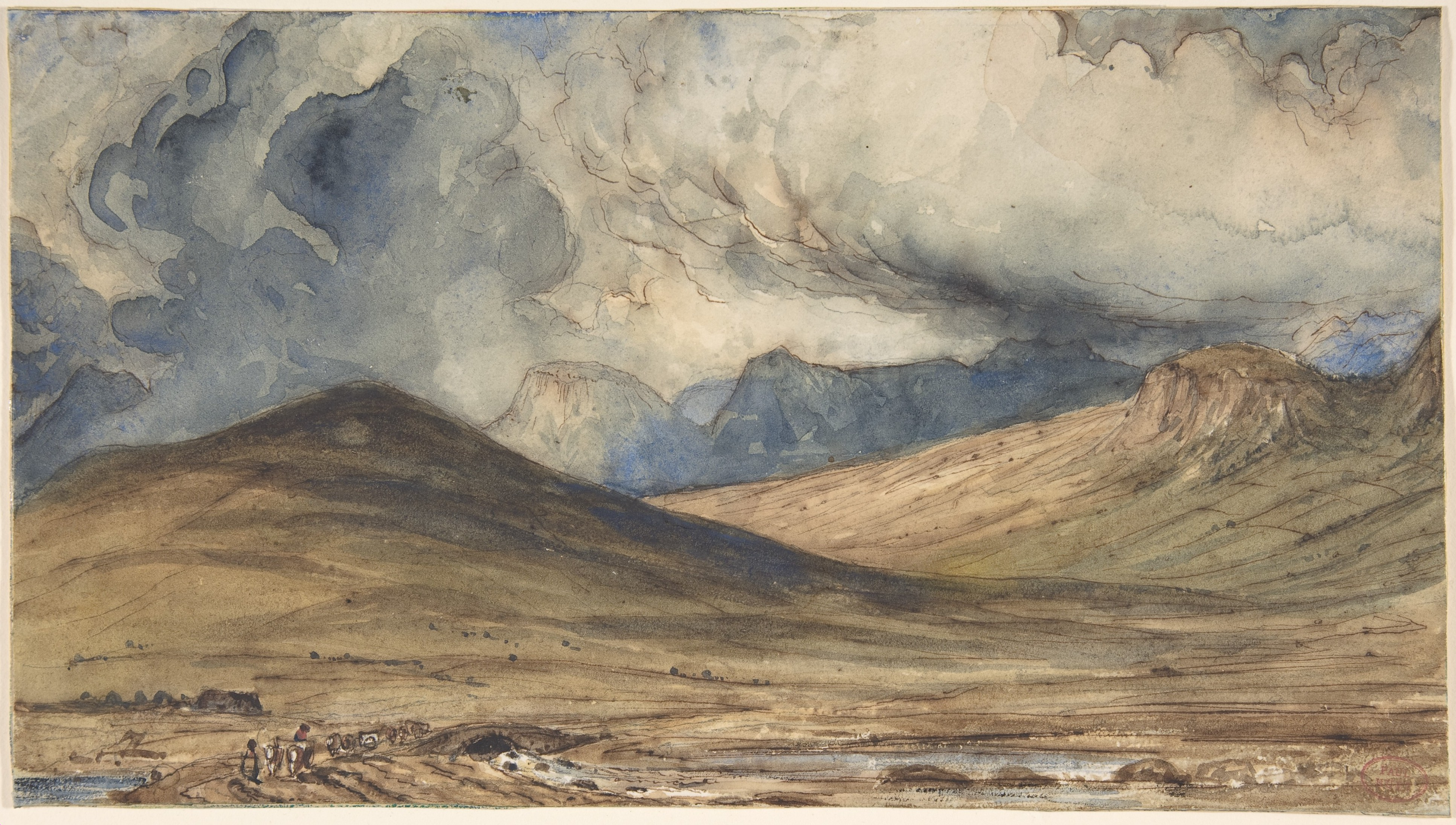
Горы Оверни. Ок. 1831. Бумага, акварель, чернила, кисть, перо. Метрополитен-музей, Нью-Йорк
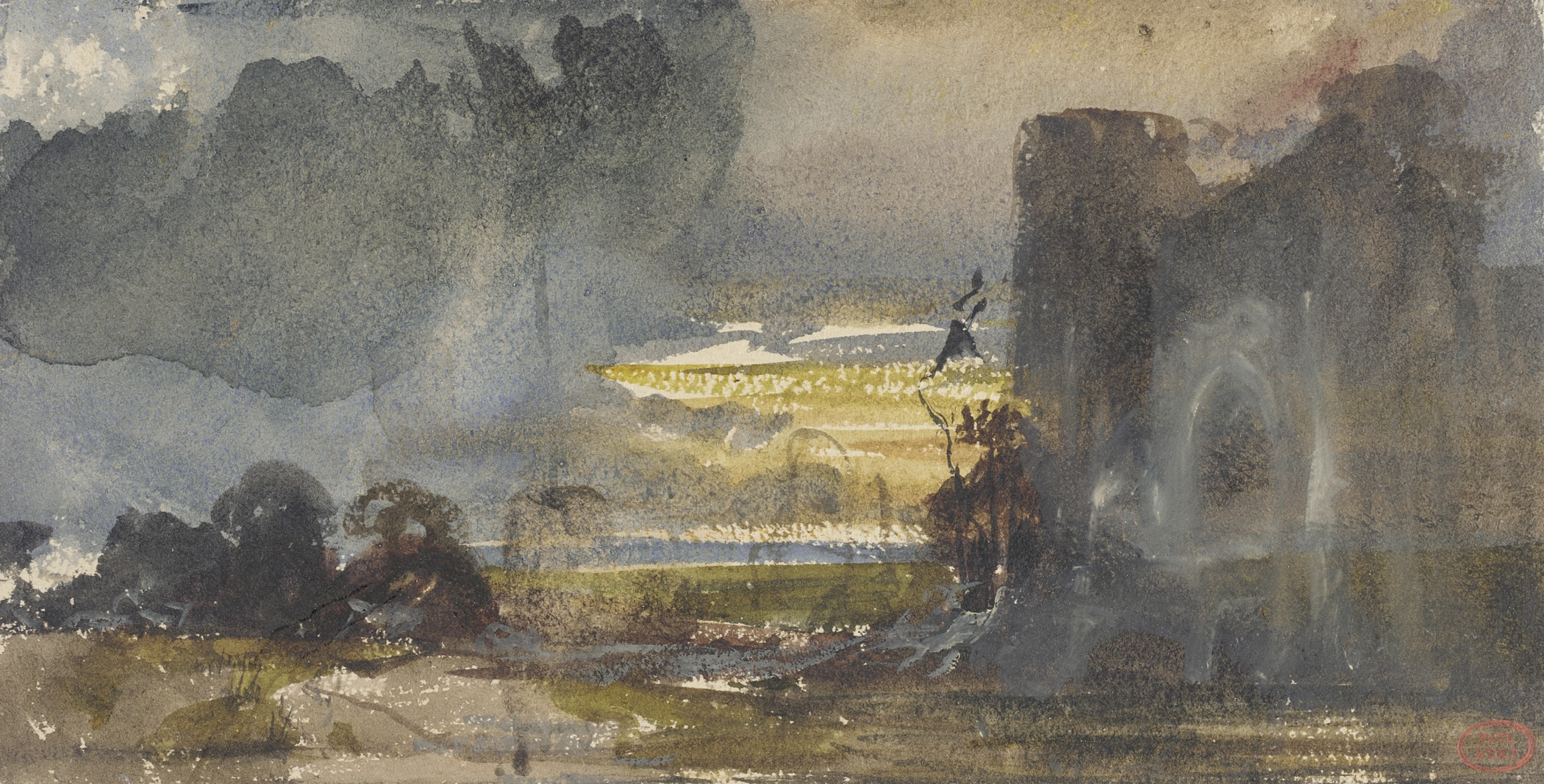
Романтический пейзаж с замком. Бумага, акварель. Музей искусств округа Лос-Анджелес, США
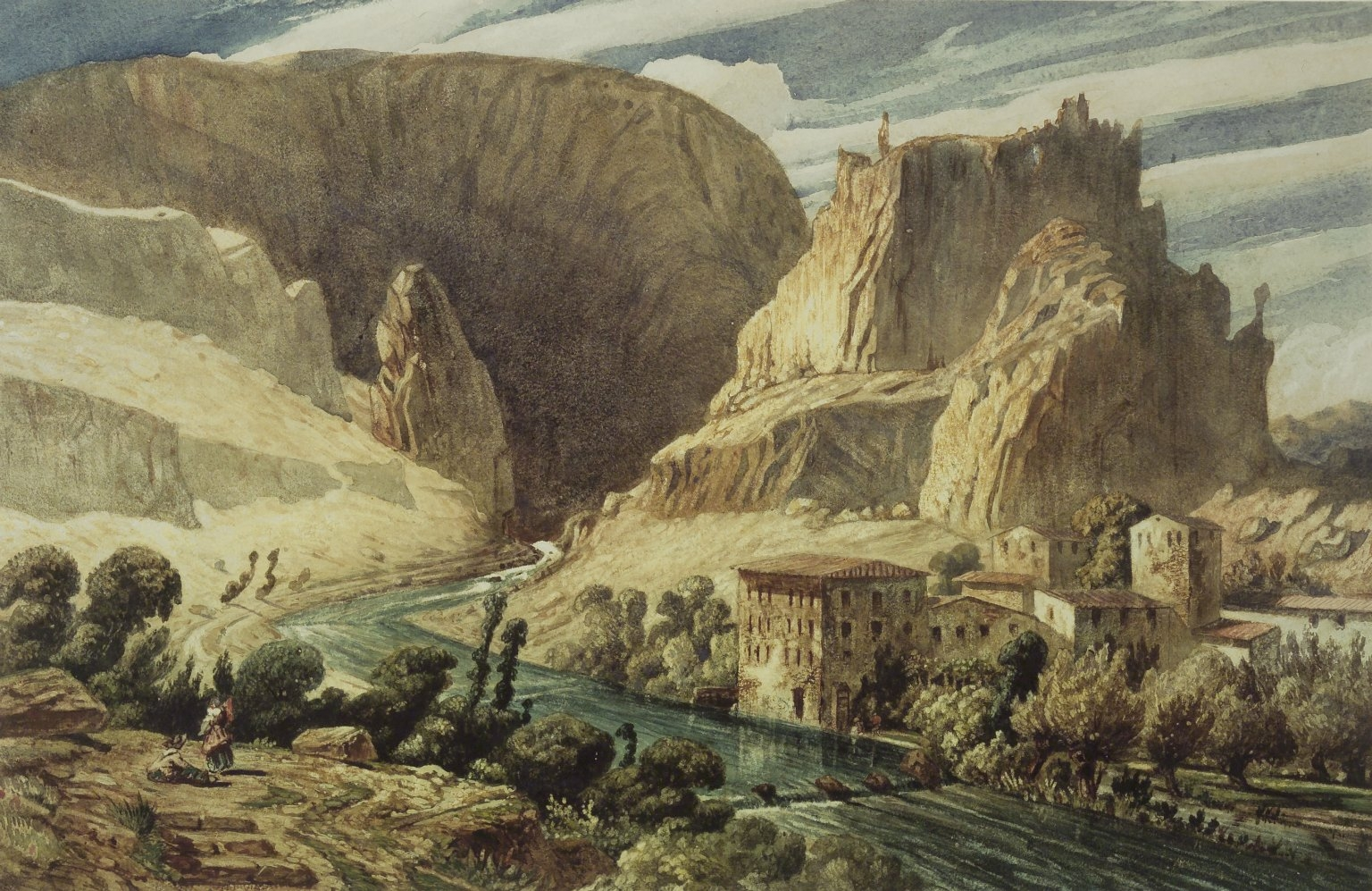
Источник Воклюз. Ок. 1839. Бумага, акварель. Бруклинский музей, Нью-Йорк
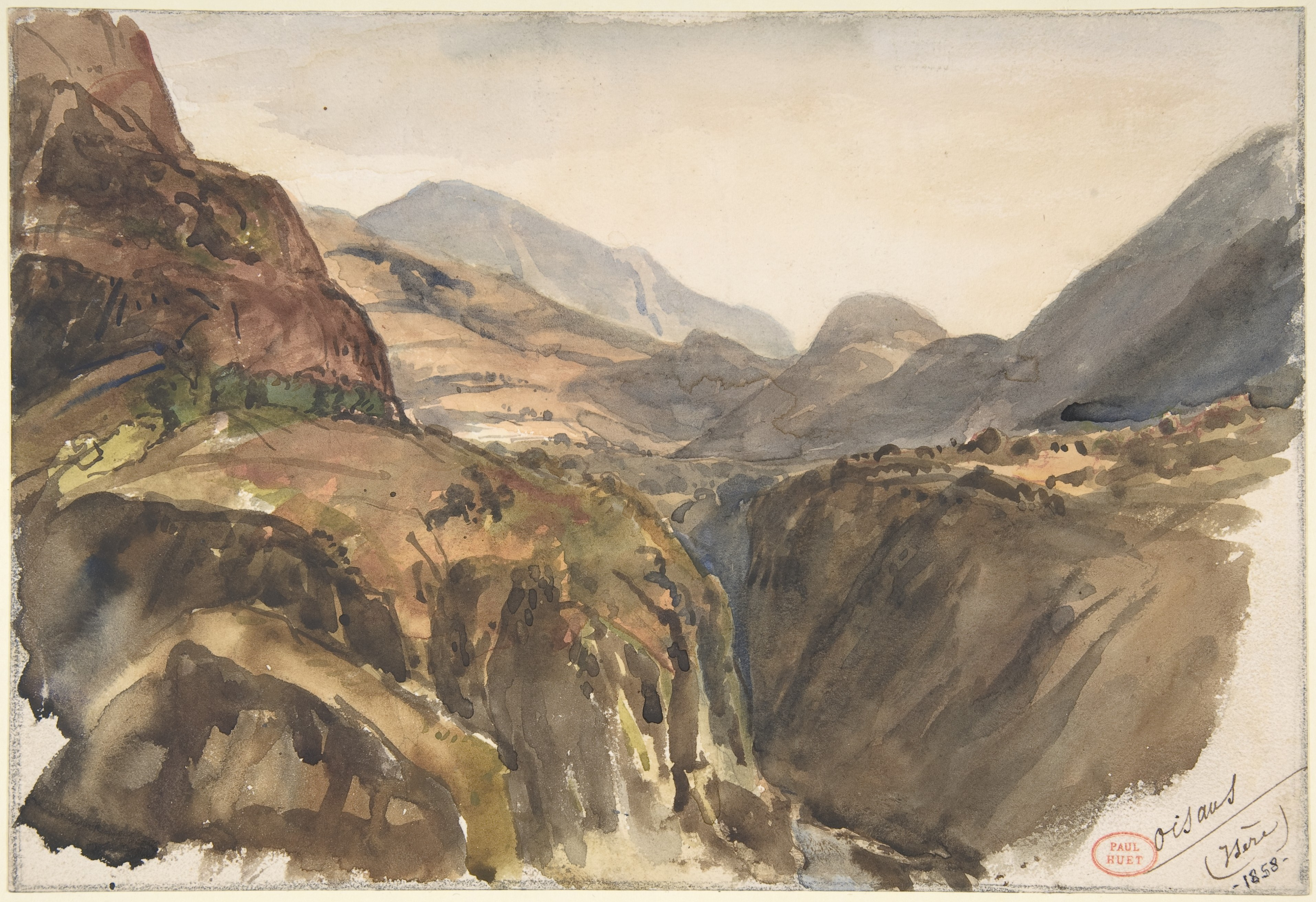
Вид гор в Уазане. 1858. Бумага, акварель. Метрополитен-музей, Нью-Йорк
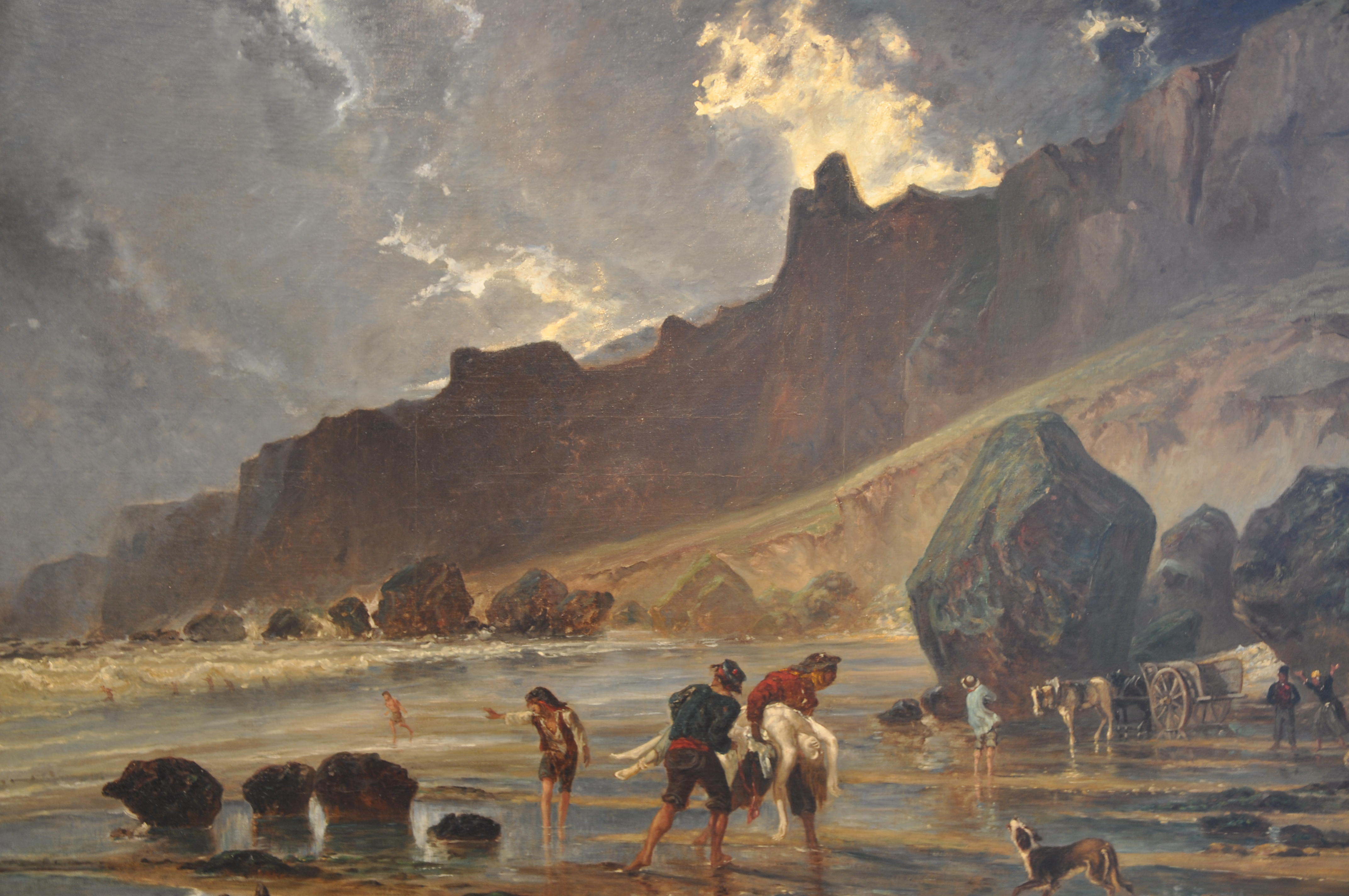
Вид на скалы Ульгата. 1863. Холст, масло. Музей изящных искусств, Бордо
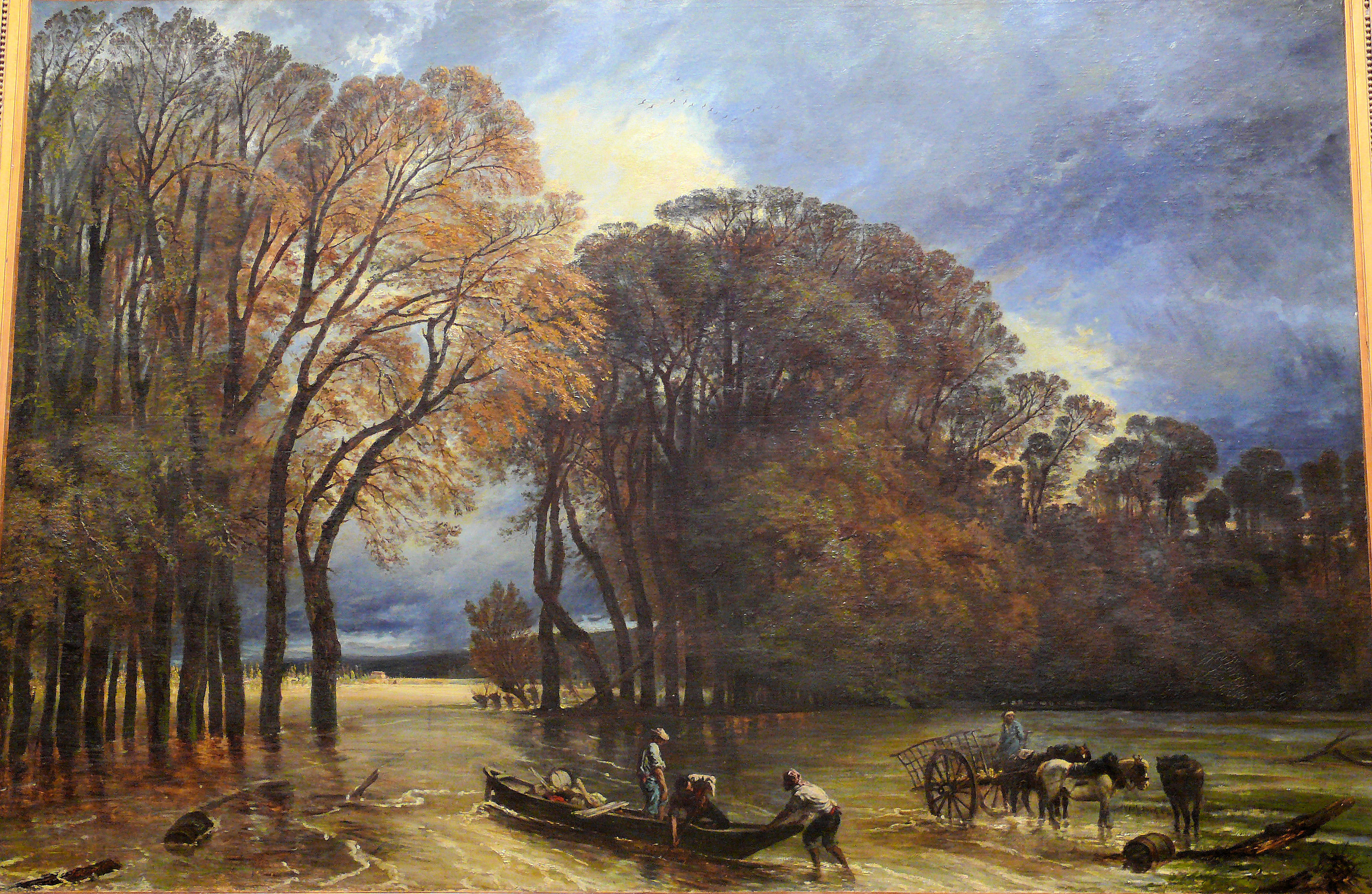
Наводнение в Сен-Клу. 1855. Холст, масло. Лувр, Париж